# شيخ نوروز شهرك فتح (مقاطعة دهلران)
شيخ نوروز شهرك فتح (بالفارسية: شیخ نوروز شهرک فتح) هي قرية تقع في قسم دشت عباس الريفي (مقاطعة دهلران) في إيران. يقدر عدد سكانها بـ 366 نسمة بحسب إحصاء 2016.